# Zarinae Sapong
Zarinae Sapong (* 27. Januar 1998) ist eine US-amerikanische Leichtathletin von den Nördlichen Marianen, die sich auf den Sprint spezialisiert hat.

## Sportliche Laufbahn
Erst Erfahrungen bei internationalen Meisterschaften sammelte Zarinae Sapong im Jahr 2015, als sie bei den Jugendweltmeisterschaften in Cali mit 13,62 s in der ersten Runde im 100-Meter-Lauf ausschied. Im Jahr darauf startete sie dank einer Wildcard im 60-Meter-Lauf bei den Hallenweltmeisterschaften in Portland und kam dort mit 8,70 s nicht über die Vorrunde hinaus. Im Juni schied sie dann bei den U20-Weltmeisterschaften in Bydgoszcz mit 13,36 s in der ersten Runde über 100 Meter aus. 2017 kam sie bei den Weltmeisterschaften in London mit 13,29 s nicht über den Vorlauf über 100 Meter hinaus und im Jahr darauf schied sie bei den Hallenweltmeisterschaften in Birmingham mit 8,54 s erneut in der Vorrunde über 60 Meter aus. 2019 kam sie bei den Ozeanienmeisterschaften in Townsville mit 13,31 s und 28,18 s jeweils nicht über den Vorlauf über 100 und 200 Meter hinaus und anschließend schied sie auch bei den Pazifikspielen in Apia mit 13,02 s und 27,40 s jeweils in der Vorrunde aus, ehe sie bei den Weltmeisterschaften in Doha mit 13,14 s in der ersten Runde über 100 Meter ausschied. Auch bei den Leichtathletik-Ozeanienmeisterschaften 2022 in Mackay schied sie mit 13,04 s und 27,64 s jeweils in der Vorrunde über 100 und 200 Meter aus und anschließend belegte sie bei den 27,33 s den fünften Platz im 200-Meter-Lauf bei den Mini-Pazifikspiele in Saipan und gelangte dort mit 13,12 s auf Rang sieben über 100 Meter. Zudem belegte sie mit der 4-mal-400-Meter-Staffel in 4:40,97 min den vierten Platz. Im Juli startete sie erneut dank einer Wildcard über 100 Meter bei den Weltmeisterschaften in Eugene und schied dort mit 12,98 s im Vorlauf aus. Im Jahr darauf startete sie erneut bei den Weltmeisterschaften in Budapest und kam dort mit 13,04 s erneut nicht über die erste Runde hinaus. Auch bei den Hallenweltmeisterschaften 2024 in Glasgow kam sie mit 8,33 s nicht über den Vorlauf über 60 Meter hinaus.

## Persönliche Bestleistungen
- 100 Meter: 12,98 s (+0,1 m/s), 16. Juli 2022 in Eugene
  - 60 Meter (Halle): 8,33 s, 2. März 2024 in Glasgow
- 200 Meter: 27,33 s (−2,6 m/s), 24. Juni 2022 in Saipan